# Gnaphalium flaccidum
Gnaphalium flaccidum là một loài thực vật có hoa trong họ Cúc. Loài này được Kurz ex C.B.Clarke mô tả khoa học đầu tiên năm 1876.